# ヘリット・ファン・ダイク
ヘリット・ファン・ダイク（Gerrit Van Dijk、1938年12月5日 - 2012年12月4日）は、オランダの画家、映画監督、アニメーター。

## 経歴
1938年生まれ。
広島国際アニメーションフェスティバルに参加している。
母国オランダのオランダ・ライオン勲章を受章したことがある。1998年にベアトリクス女王より勲章を受け取った。
2012年12月4日、病気のために死去。73歳没。

## 主な作品

### 映画
- 『ダッチ・シュルツ 最期のことば』: ウィリアム・バロウズ原作、ルトガー・ハウアーが声優として参加。